# Herb prowincji Hiiu

Herb prowincji Hiiu

Herb prowincji Hiiu prowincji przedstawia na tarczy w polu srebrnym czerwoną linę z trzema węzłami w słup pomiędzy czterema czerwonymi liliami heraldycznymi.
Herb przyjęty został 25 listopada 1996 roku. Lilie nawiązują do herbu rodu Ungern-Sternberg. Są też symbolami 4 gmin tworzących prowincję.